# Bajo (Soromandi)
Bajo is een bestuurslaag in het regentschap Bima van de provincie West-Nusa Tenggara, Indonesië. Bajo telt 3578 inwoners (volkstelling 2010).